# بيرند ليمان
بيرند ليمان (بالألمانية: Bernd Lehmann)‏ (1 سبتمبر 1947 في ألمانيا - ) هو لاعب كرة قدم ألماني في مركز الوسط. لعب مع نادي دويسبورغ ونادي ستراسبورغ.

## وصلات خارجية
- بيرند ليمان على موقع قاعدة بيانات كرة القدم.إي يو (الإنجليزية)
- بيرند ليمان على موقع بيانات كرة القدم. دي إي (الألمانية)
- بيرند ليمان على موقع عالم كرة القدم.نت (الإنجليزية)